# Ingo Weniger
Ingo Weniger (* 6. August 1957 in Bahrendorf) ist ein ehemaliger Fußballspieler in der DDR-Oberliga und spielte dort für den 1. FC Magdeburg und den 1. FC Union Berlin. Nach Beendigung seiner aktiven Laufbahn arbeitete er als Fußballtrainer.

## Fußballlaufbahn

### 1. FC Magdeburg
Mit zehn Jahren begann Weniger in der Schülermannschaft des 1. FC Magdeburg organisiert Fußball zu spielen. Als Juniorenspieler des FCM bestritt er zwischen 1975 und 1976 16 Länderspiele mit der Junioren-Nationalmannschaft der DDR. Relativ spät im Vergleich zu anderen Junioren-Nationalspielern kam Weniger zu seinem ersten Einsatz in der DDR-Oberliga. Am 23. Spieltag der Saison 1976/77, dem 30. April, wurde er in der Begegnung 1. FCM – Vorwärts Frankfurt (2:0) in der 68. Minute für den Rechtsaußenverteidiger Klaus Decker eingewechselt. Weitere Erstligaeinsätze verhinderten danach eine langwierige Verletzung.

### 1. FC Union
Obwohl Weniger zu Beginn der Saison 1978/79 zum Oberligisten 1. FC Union Berlin wechselte, musste er auch dort wieder verletzungsbedingt bis zum Ende der Spielzeit 1979/80 warten, ehe er am 25. Spieltag, dem 3. Mai 1980, im Punktspiel 1. FC Union – BFC Dynamo (0:6) zu seinem ersten Oberligaspiel für die Berliner kam. Am Ende der Saison musste Union aus der Oberliga absteigen, sodass Weniger danach in der zweitklassigen DDR-Liga spielen musste. Erst zwei Jahre später gelang die Rückkehr in die Oberliga. In diesen beiden Spielzeiten absolvierte der 1,79 m große Weniger 29 der 52 Unioner Punkt- und Aufstiegsspiele. In den anschließenden zwei Spielzeiten von 1982 bis 1984 bestritt er 36 von 52 Punktspielen und wurde zum etatmäßigen Libero der Berliner. Anfang 1984 wurde Weniger zum Mannschaftskapitän gewählt und behielt diese Funktion bis 1986. Nach der Saison 1983/84 stieg Union erneut in die DDR-Liga ab, mit 33 von 34 Punktspielen war Weniger wesentlich am sofortigen Wiederaufstieg beteiligt. Auch in den folgenden zwei Oberligajahren war er in 44 Punktspielen Unions Stammlibero. Am 31. Mai 1986 stand er im Endspiel um den DDR-Fußballpokal, unterlag aber mit seiner Mannschaft dem 1. FC Lok Leipzig deutlich mit 1:5.
In der Oberligasaison 1987/88 bestritt Weniger bis zum 6. Spieltag alle Oberligaspiele, danach wurde er nach insgesamt 173 Pflichtspielen beim 1. FC Union Berlin entlassen und musste zum drittklassigen Bezirksligisten Stahl Hennigsdorf wechseln. Mit seiner neuen Mannschaft wurde er sofort Bezirksmeister und verhalf ihr damit zum Aufstieg in die DDR-Liga. Zum Saisonende nahm Weniger Abschied vom aktiven Fußball.

### Fußballtrainer
Bereits 1984 hatte Weniger das Diplom zum Sportlehrer erworben, und so war es ihm möglich, bei Stahl Hennigsdorf als Assistenztrainer weiterzuarbeiten. In der Saison 1992/93 war er verantwortlicher Trainer beim Berliner Amateuroberligisten Marathon 02. Im Juli 1992 durfte Weniger zum 1. FC Union Berlin zurückkehren und wurde dort zunächst Trainer im Nachwuchsbereich. Im September 1997 wurde er zum Co-Trainer der 1. Mannschaft befördert und löste zu Beginn des Jahres 1998 seinen Vorgesetzten Frank Vogel als hauptamtlichen Trainer ab. Union schloss die Saison 1997/98 auf dem enttäuschenden 6. Platz ab, und als im Sommer 1998 vier von neun Punktspielen verloren gingen, wurde Weniger nach nur neun Monaten am 30. September 1998 vom Klub beurlaubt. Anschließend arbeitete er als DFB-Stützpunkttrainer, war 2006 Co-Trainer der U-19-Nationalmannschaft und betreut seit Jahren diverse Berliner Nachwuchsauswahlmannschaften.